# Giuseppe Alberti (politico)
Giuseppe Alberti (Blera, 4 marzo 1902 – Roma, 12 maggio 1974) è stato un politico italiano.

## Biografia
Esponente del Partito Socialista Italiano. Fece parte dell'Assemblea Costituente fino al 23 luglio 1946, quando si dimise dall'incarico.
Ricoprì il ruolo di senatore della Repubblica dalla I Legislatura alla IV, dal 1948 al 1968.